# Ilya Davidenok
Ilya Davidenok, nascido a 19 de abril de 1992, é um ciclista cazaque, membro da equipa Shenzhen Xidesheng Cycling Team.
A 16 de outubro de 2014 anunciou-se um positivo por EPO durante a disputa do Tour de l'Avenir pelo que foi afastado da sua equipa.

## Palmarés
2011
- 1 etapa da Volta à Independência Nacional

2014
- Campeonato do Cazaquistão de Estrada
- Volta ao Lago Qinghai, mais 1 etapa
- 1 etapa do Tour de l'Avenir

2018
- Tour de Fuzhou

2019
- 1 etapa do Tour de Fuzhou